# Vánoční kozel

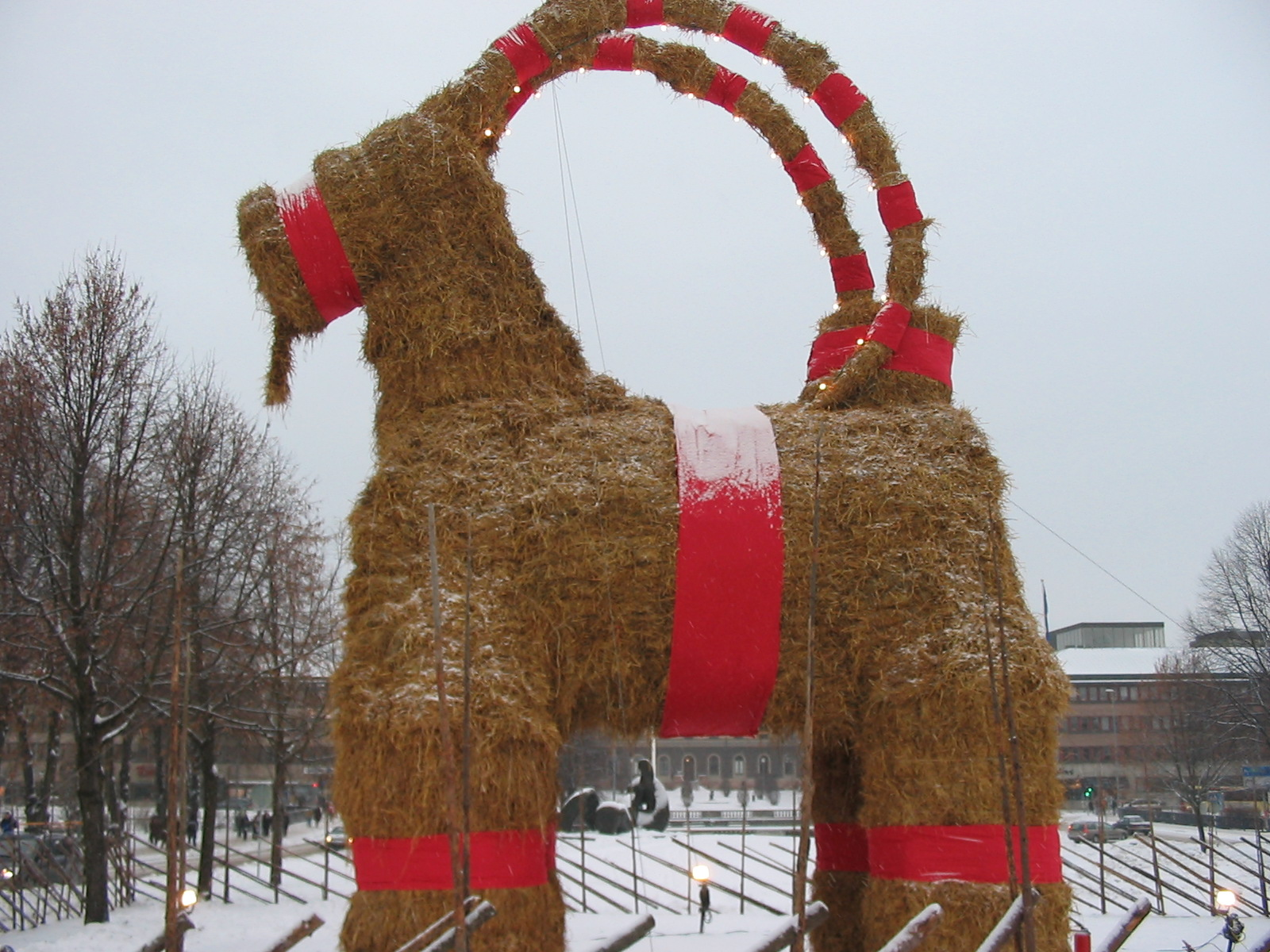
Gävlebocken, vánoční kozel ze švédského města Gävle, 2004

Vánoční kozel, norsky julebukk, švédsky julbock, je skandinávská vánoční postava, která je v Norsku spojována s koledníky a ve Švédsku, kde se často vyrábí její slámová figura, někdy nosí dárky. V Dánsku je nazýván klapparbock, doprovází postavu zvanou julemand „vánoční muž“ a trestá zlobivé děti. Tato skandinávská postava byla převzata také do finského prostředí, kde se nazývá joulupukki, a má dnes většinou podobu starého muže v červeném oděvu, a splývá s americkým Santa Clausem.
V Norsku je s vánočním kozlem spojeno také koledování, označované jako gå julebukke „chození julebukkovat“, kterého se účastní zpravidla děti, které chodí převlečené po domácnostech, zpívají koledy a jsou obdarovávány sladkostmi a ovocem. Koledování může zahrnovat také člověka převlečeného za kozu doprovázejícího děti. Převlečený dospělý někdy vypráví zábavné příběhy a lidé hádají kdo se pod maskou skrývá, když uhodnou musí se ten odmaskovat. Figurína kozla může být také jako žert vpašována do nějaké domácnosti. Koledování je zmiňováno už ve středověku, kdy ho prováděli dospělí muži odění do kozlích kůží. V 16. století bylo koledování julebukků zakazována církví.
Původ vánočního kozla je často hledán v staroseverském zimním svátku jól, jehož jméno bylo přejato po christianizaci jako označení pro Vánoce. Podle některých badatelů jméno odkazuje na dávný kult plodnosti a porážku kozla ve vánoční době. William D. Crump ho spojuje s Thórovými kozly Tanngrisnirem a Tanngnjóstrem a tvrdí že Thór jako jejich pán nosil dárky. Ve Švédsku je ale doloženo nošení dárků vánočním kozlem až od 18. století, do té doby, stejně jako ve většině Evropy nosil dárky svatý Mikuláš. V této funkci byl julbock zase nahrazen na konci 19. století bytostí zvanou jultomten „vánoční skřítek“.